# Un banc, un arbre, une rue
«Un banc, un arbre, une rue» (“Un banco, un árbol, una calle”) es una canción compuesta por Jean-Pierre Bourtayre y Yves Dessca e interpretada en francés por la cantante francesa Séverine, que representó a Mónaco en el Festival de la Canción de Eurovisión 1971 y acabó siendo la ganadora. 
La canción es una clásica balada francesa, la letra habla de la pérdida de la inocencia de los niños, y que la gente persiga sus sueños. Las primeras frases de la canción dicen "Todos tenemos un banco, un árbol o una calle/Donde hemos acunado nuestros sueños/Todos tenemos un banco, un árbol o una calle/Una infancia que ha sido demasiado corta" (“On a tous un banc, un arbre ou une rue/Où l'on a bercé nos rêves/On a tous un banc, un arbre ou une rue/Une enfance c'est trop brève”).
El acompañamiento coral lo realizaron cuatro chicos adolescentes. En el vídeo previo de promoción, Séverine canta la canción en una plaza vacía de Montecarlo, primero caminando a un banco, luego sentada mientras cantaba los versos del medio, y luego se va de la vista de la cámara mientras cantaba los últimos versos.
“Un banc, un arbre, une rue” fue interpretada tercera la noche del festival, después de “Marija I-Maltija del maltés Joe Grech y antes de “Les illusions de nos vingt ans” del suizo Peter, Sue & Marc. En las votaciones la canción recibió 128 puntos, quedando primera de 18 países.
Séverine grabó la canción en cuatro idiomas: francés, inglés (“Chance in time”), alemán ("Mach' die Augen zu (und wünsch dir einen Traum)") e italiano ("Il posto").
| Predecesor: "All Kinds of Everything" Dana | Ganadora del Festival de Eurovisión 1971 | Sucesor: "Après toi" Vicky Leandros |

| Predecesor: "Marlène" Dominique Dussault | Mónaco en el Festival de Eurovisión 1971 | Sucesor: "Comme on s'aime" Peter McLane & Anne-Marie Godart |

- Datos: Q1060304